# Lluís Domènech i Girbau
Lluís Domènech i Girbau (Barcelona, 1940) es un arquitecto español.

## Biografía
Es biznieto del arquitecto modernista Lluís Domènech i Montaner. Estudió en la Escuela Técnica Superior de Arquitectura de Barcelona, donde se tituló en 1964. Trabaja asociado a Roser Amadó.
Su obra se sitúa entre el racionalismo ecléctico y la arquitectura vanguardista, con influencia del Estilo Internacional, y con especial énfasis en valores como el funcionalismo y el espacialismo.
Fueron autores de la reconversión de la editorial Montaner i Simón en la Fundación Antoni Tàpies (1986-1990), así como de la nueva sede del Archivo de la Corona de Aragón (1990-1993). También fueron los responsables del proyecto del Centro Histórico de Lérida (1981-1984), compuesto por el Palacio de Justicia, el ascensor de Canyeret, la escuela Cervantes y el parque Màrius Torres.
Para los Juegos Olímpicos de Barcelona de 1992 proyectaron en la Villa Olímpica del Poblenou el edificio de oficinas Eurocity 1 (1989-1992), con un cuerpo cuadrado de dos plantas elevado sobre el suelo por una estructura metálica de malla ligera.
Otras obras suyas son: el edificio de viviendas de la calle del Rec Comtal 20 de Barcelona (1982-1985), la sede social de Carburos Metálicos S.A. (1990-1994), la nave de almacenaje de Honda en Santa Perpetua de Moguda (1992-1993), una manzana de 240 viviendas en la Maquinista (1999-2003), el Hotel Chic&Basic en Ámsterdam (2006-2007), la Casa Semáforo y Cuartel de los Carabineros en El Prat de Llobregat (2006-2009) y el Teatro Núria Espert en San Andrés de la Barca (2004-2010).
En 2001 fundó la firma B01 Arquitectes junto a Roser Amadó, Ramon Domènech, Carles Cortadas, Sander Laudy y Laura Pérez.